# 王振范
王振范（1939年11月—），辽宁台安人，教授，硕士导师。曾任东北大学秦皇岛分校校长，辽宁省锻压学会秘书长、理事，辽宁省老教授协会秘书长、副会长。
1960年6月23日加入中国共产党，1964年7月毕业于东北工学院金属加工系，1978年其“航空发动机叶片挤压与冷轧”、“铝合金连铸连轧板研究”获全国科学大会成果奖，1995年至1999年担任东北大学秦皇岛分校校长，2000年1月退休。